# Knebelia bilobata
La knebelia (Knebelia bilobata) è un crostaceo estinto, appartenente ai decapodi. Visse nel Giurassico superiore (circa 150 milioni di anni fa) e i suoi resti fossili sono stati ritrovati in Germania, nel famoso giacimento di Solnhofen.

## Descrizione
Questo strano crostaceo, la cui lunghezza poteva raggiungere i 10 centimetri di lunghezza, possedeva un corpo squadrato, dal cui margine anteriore si protendevano due lobi (da qui l'epiteto specifico bilobata) che andavano a coprire le appendici cefaliche. L'esoscheletro era densamente tubercolato, mentre il primo paio di appendici toraciche era estremamente allungato e snello, terminante con una chela. Le successive quattro paia di pereiopodi erano ugualmente provvisti di chele ma più corti e robusti, mentre il quinto paio ne era sprovvisto. 

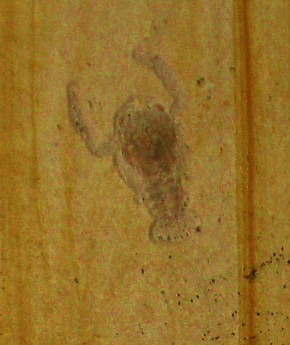
Fossile di Knebelia bilobata

## Classificazione
Questo animale era un rappresentante degli erionidei, un gruppo di crostacei affini alle aragoste, tipici del Giurassico e del Cretaceo. Knebelia era molto simile a Cycleryon ed Eryon, anch'essi tipici del giacimento di Solnhofen, e se ne distingueva principalmente per le due appendici appiattite frontali. Al contrario degli altri due generi affini, Knebelia era un genere monotipico dalla ristretta distribuzione geografica e temporale.